# Wallisite
La wallisite è un minerale.